# 紅擬石首魚
美国红鱼（学名：Sciaenops ocellatus），又称红鼓鱼（Red Drum）、斑点尾鲈、大西洋红鲈、海峡鲈、黑斑红鲈、眼斑拟石首鱼等，是石首鱼科拟石首鱼属下的唯一一種。体型状如纺锤，頗像中国产大黄鱼、黄姑鱼，惟体色微红，尾部有数圆形黑斑。肉质细嫩，刺少汁多，味道可口怡人，故畅销市场，成为重要的商业养殖鱼类，为世上养殖产量最高的鱼种之一。亦是著名的海水游钓鱼类。

## 分布
美国红鱼原产于美国东海岸，从马萨诸塞至南佛罗里达,沿墨西哥灣北岸由佛罗里达至德克薩斯州，南下至墨西哥的尤卡坦半岛。1987年臺灣水產實驗所由德州引進受精卵，1989年繁殖成功。中国（大陆），于1991年由中国国家海洋局第一海洋研究所再由德州引進，也有說法是由臺灣引進而后中国又先后多次引进此品种（多缺少正式，公開記錄）。1995繁殖成功后全國推廣，今则有遼寧，山东、江蘇，浙江、福建、广东、海南到廣西诸省皆有规养殖場；由養殖場逃逸及宗教團体放生的紅鼓魚（臺灣，大陸都有），極可能形成了野生种群。已成為大陸沿海，浙江，福建沿海及臺灣西岸的海上垂釣活動的對象。

## 生长条件
美国红鱼为广温、广盐、溯河行鱼类，能耐低氧，抗病力强.

## 营养成分
据一份中国科学家的报道，美国红鱼肌肉中脂类含量低，属高蛋白低脂肪、低比能值鱼类。肌肉氨基酸含量同其他经济鱼类相比，属中等水平。必需氨基酸的含量低且缺含硫氨基酸,为非完全蛋白。其呈味氨基酸百分含量较其他鱼类高。

## 烹调
此鱼肉质极佳，色白味甜，蒸熏烤炸，俱合其宜。一些传统烹调方式源于新奥尔良地区。而路易斯安那的一些特色佳肴，更少不了美国红鱼作原料。最著名的当数黑熏红鱼（blackened red drum）：先将鱼排涂上一种特殊的香料，继以猛火烤之。1980年代，此道名菜从新奥尔良流行至遍及全美。

## 名字由来
在英文中，美國紅魚俗称红鼓鱼（Red Drum）。當中“鼓”是指此鱼产卵时砰然不断，宛如击鼓。雄鱼先为击鼓，雌鱼继之，雌雄并游，完成產卵。受精卵浮於水面，一日之内，便能孵化。